# البطيح الاسفل (المضاربة والعارة)

تعديل مصدري - تعديل

البطيح الاسفل هي إحدى قرى عزلة المضاربة بمديرية المضاربة والعارة التابعة لمحافظة لحج، بلغ تعداد سكانها 36 نسمة حسب تعداد اليمن لعام 2004.